# Малое Алешино (Рязанская область)
Малое Алешино — деревня в Рыбновском районе Рязанской области. Входит в Пионерское сельское поселение.

## География
Находится в западной части Рязанской области на расстоянии приблизительно 36 км на запад-юго-запад по прямой от железнодорожного вокзала в городе Рыбное.

## История
На карте 1850 года показана как Алешня малая с 2 дворами. В 1859 году здесь (тогда деревня Зарайского уезда Рязанской губернии) было учтено 9 дворов, в 1897 — 12.

## Население
Численность населения: 71 человек (1859 год), 88 (1897), 2 в 2002 году (русские 100 %), 3 в 2010.